# Leptodictyum kochii
Leptodictyum kochii là một loài Rêu trong họ Amblystegiaceae. Loài này được (Schimp.) Warnst. mô tả khoa học đầu tiên năm 1906.